# Мејоза (реторика)
Мејоза (грч. μείωσις (meiosis), лат. minutio – умањивање) је појам античке реторике којим се, најчешће са ироничним призвуком, исказује утисак да је нека ствар или појава мања по обиму и значају него што она стварно јесте. У поетици мејоза се најчешће изједначава са литотом и тапеинозом, и ријетко се одвојено дефинише, иако је могућност њене примјене у књижевности шира. Квинтилијан сматра да је мејоза грешка против јасности и да се састоји у недовољно изражајној моћи употребљених ријечи. Међутим, и по његовом мишљењу, мејоза вриједи као стилска фигура када се свјесно употријеби. Под мејозом у ширем значењу, се подразумијева не само употребу слабијег умјесто правог израза за неки појам, већ и оно стилско средство када се са крајњом једноставношћу и наивношћу у изразу и избору ријечи представљају најзначајнији догађаји, вриједности и осјећања у људском животу. Тако мејоза може да стоји као основна стилска ознака не само у једној реченици или стиху већ у цијелој пјесми или дужем књижевном дјелу.